# PIP (CP/M)
PIP – dyrektywa nierezydentna systemu CP/M, zlecająca uruchomienie programu PIP. Program ten przeznaczony jest do przetwarzania plików, tj. kopiowania, przenoszenia, łączenia i realizacji innych złożonych funkcji dotyczących obsługi plików i dyskietek. W przedmiotowym przypadku, jako plik należy rozumieć oprócz fizycznego zbioru zapisanego na dyskietce, lub grupy zbiorów wyodrębnionych za pomocą odpowiedniej nazwy niejednoznacznej, także fragment pliku, obszary różnych użytkowników oraz urządzenia logiczne dostępne w systemie, do których można odwoływać się tak jak do plików, np. LST – odpowiadający zazwyczaj drukarce, CON – konsoli, itd.
Program może działać w dwóch trybach:
w trybie konwersacyjnymten tryb pracy programu uruchamiany jest zleceniem PIP; po wydaniu polecenia PIP w tej postaci, program wczytywany jest do pamięci operacyjnej, gotowy do pracy program zgłasza się znakiem zachęty: * (gwiazdka), w trybie tym można wydawać kolejne polecenia, aż do zakończenia pracy z programem sekwencją klawiszy Ctrl+C lub znakiem CR wydanym w pustej linii po znaku zachęty i powrotu do systemu operacyjnego,
w trybie wsadowymten tryb pracy wsadowej wymaga wyspecyfikowania w dyrektywie argumentów wywołania polecenia PIP, które określają jakie czynności mają zostać przez program wykonane; po ich wykonaniu program kończy pracę i następuje powrót do powłoki systemu operacyjnego; ten tryb pracy programu umożliwia umieszczanie zleceń dla programu w plikach wsadowych o rozszerzeniu SUB, wykonywanych poleceniem SUBMIT.
Ogólna postać poleceń programu PIP, zarówno dla trybu konwersacyjnego pracy, jak i postać argumentów wywołania z linii poleceń oraz dla trybu wsadowego, jest następująca:
```
przeznaczenie
=
źródło
[
parametry
]
[
1
]
```

lub
```
przeznaczenie
=
źródło1
[, 
źródło2
[..., 
źródło_n
]][
parametry
]
[
1
]
```